# Inge-Aicher-Scholl-Realschule
Die Inge-Aicher-Scholl-Realschule ist eine von zwei Realschulen in Neu-Ulm. Die Schule wurde nach der Mitgründerin der Hochschule für Gestaltung Ulm Inge Aicher-Scholl benannt.

## Beschreibung
Die Schule wurde 1970 als „Staatliche Realschule Neu-Ulm-Pfuhl“ gegründet. Das Schulgebäude befindet sich zwischen den Neu-Ulmer Stadtteilen Pfuhl und Burlafingen.
Der Unterricht wird in den vier Wahlpflichtfächergruppen Mathematik, Wirtschaft, Französisch und Werken angeboten. Als eine von zehn bayrischen Realschulen wurde die Schule 2013 als Medienreferenzschule ernannt. 2018 erhielt die Schule den Titel „MINT-freundliche Schule“ für ihr Engagement in den Naturwissenschaften. Jedes Jahr veranstaltet die Schule einen Berufsinformationstag mit über 40 Firmen für Schüler der Region.
2019 wurde die Schule gemeinsam mit der Gregor-von-Scherr-Schule in Neunburg vorm Wald für das Projekt „Lernbüro digital-kooperativ“ in der Kategorie „Unterricht innovativ“ mit dem Deutschen Lehrkräftepreis ausgezeichnet. Ebenso wurde die Schule 2019 mit dem Innovationspreis Isi Digital des Bayerischen Staatsministeriums für Unterricht und Kultus ausgezeichnet.

## Bekannte Ehemalige

### Lehrpersonal
- Beate Sander (1937–2020), Finanzexpertin und Buchautorin[8][9]
- Albert Obert (* 1945), ehemaliger zweiter Bürgermeister der Stadt Neu-Ulm[10]
- Siegfried Arnold (* 1945), Kirchenmusiker[11][12]

### Ehemalige Schüler
- Nico Walz (* 1995), Radiojournalist[13]
- Florian L. Arnold (* 1977), Schriftsteller und Zeichner[14][15]
- Alexander Kunz (Turner) (* 2003), Mehrfacher Deutscher Meister im Turnen[16]
- Nicolas Bretzel (* 1999), Basketballspieler[17]